# Jhow Benavídez
Jhow Hendric Benavídez Banegas (ur. 26 grudnia 1995 w El Porvenir) – honduraski piłkarz występujący na pozycji ofensywnego pomocnika, reprezentant Hondurasu, od 2013 roku zawodnik Realu España.